# LZ7
LZ7 est un groupe de hip-hop et musique chrétienne britannique, originaire de Manchester. Formé en 2005 par Lindz West, un ancien membre du groupe The Tribe, LZ7 compte quatre albums : Ruckus en 2005, Light en 2010, Aftershow en 2013 et Home en 2016. Il donne de très nombreux concerts ou témoignages dans les écoles et participe à des festivals de musique en Europe, notamment au Flevo Festival (en) aux Pays-Bas, au BigChurchDayOut (en) en Angleterre et, en France, au Festival de Pâques à Chartres et à l'Holyfest à Vannes.
Deux de leurs singles se sont classés parmi les meilleures ventes de singles en Angleterre : 26e place en 2010 avec This Little Light (extrait de l'album Light) et 12e place en 2012 pour le single Twenty Seven Million en duo avec Matt Redman.

## Biographie

### Formation etRuckus(2004–2007)
Lindz West, chanteur des LZ7, est un ancien membre de The Tribe, groupe originaire de Manchester pendant trois ans depuis 2001. The Tribe se composait de jeunes issus du quartier du Grand Manchester, et compte trois GMA Dove Awards.
Après la séparation de The Tribe en 2004, West devait s'associer avec thebandwithnoname, mais décide plutôt de créer son propre groupe, et forme LZ7 l'année suivante, aussi sous la bannière de The Message Trust (comme pour The Tribe). LZ7 joue dans les écoles en 2005, et au Live Audacious, Grapevine, et au Merseyfest. Leur premier album, Ruckus, est publié le 11 décembre 2005 au Space Christmas au Manchester Apollo, avant de passer au label Survivor Records pendant le réveillon du nouvel an.
En 2006, LZ7 contribue à deux groupes de jeunesses chrétiens avec les membres de BlushUK et Andy Hawthorne, fondateur de The Message Trust. Un DVD nommé Deep et un album intitulé Start Something sont publiés. Deep remporte un Gold Award aux Christian Broadcast Council Annual Media Awards en 2006 dans la catégorie Best Factual DVD. LZ7 continue de jouer en 2007, notamment avec thebandwithnoname et TBC à huit dates pendant la tournée Hope Revolution 2008 et s'associe avec la Luis Palau Evangelical Association, pour une performance de la chanson Cross I Carry.

### GasolineetLight(2008–2011)
En 2008, LZ7 publie Gasoline, un nouvel EP qui comprend une ancienne version de This Little Light. Le groupe continue de jouer dans des écoles du Grand Manchester et dans des festivals britannique et à travers le monde, comme le Centre for Life de Newcastle upon Tyne. Au début de 2010, Lindz West participe à Somebody Please, un single publié par des artistes chrétiens contemporains en soutien au victimes du séisme de Haïti en 2010. La formation de LZ7 change en été 2010 sur le chemin de leur tournée d'été qui comprend des dates au Big Church Day Out, The Ultimate Event et Creation Fest.
En octobre, LZ7 atteint les classements avec son single This Little Light ; 26e de l'UK Singles Chart et 4e de l'UK Indie Chart. La chanson devait à l'origine être dans le mini-album Gasoline, mais a été remixé comme single et incluse dans l'album Light. La chanson devient le thème du Shine Week 2009 et de la campagne Shine Your Light de The Message Trust en 2010.

### Twenty Seven MillionetAftershow(2012–2014)
Après la sortie de Light en 2010, LZ7 publie le single 27 Million, avec Matt Redman. Publié le 27 février, le single atteint à la 12e de l'UK Singles Chart le 4 mars. Le groupe tourne à l'international avec Redman. Ils jouent en Nouvelle-Zélande et l'EO Youthday aux Pays-Bas. LZ7 change de formation de tournée, jouant avec différents membres de concert en concert.
En mai 2013, Ryan Sullivan, alias Remidee, se joint au chant, avec Lindz. Le groupe annonce aussi l'arrivée d'un quatrième album, Aftershow. La chanson-titre, #Aftershow", est publiée comme single, le 2 juin. Le second single de l'album, Give out the Love, est publié le 1er septembre.

### Home(depuis 2015)
En janvier 2015, LZ7 annonce travailler sur un nouvel album, avec en titre #LZ7Album5. L'album est à l'origine produit par Solomon Olds, ex-Family Force 5 et Phenomenon, avec d'autres producteurs comme Cassell the BeatMaker. LZ7 continue de tourner avec Lindz West au chant aux côtés de Saint Louis (Louis Read), avec Jorge Mhondera au chant, et la nouvelle chanteuse Lily Jo. Le groupe de jouer avec différents membres de session à différents shows, comme Ben Smith, Andy Hutts, Jonny Pike, Willie Weeks, et Jack Hobbs (Hobbit) Le clip du premier single, So Good, est publié le 17 novembre 2015.
L'album qui comprend 13 chanson est publié le 27 mai 2016, et fait participer Soul Glow Activatur (alias Solomon Olds), Lauren Olds, Martin Smith, Ad-Apt et Geekboy.

## Discographie

### Albums studio
- 2005 : Ruckus
- 2010 : Light
- 2013 : Aftershow
- 2016 : Home

### EP
- 2008 : Gasoline
- 2010 : This Little Light

### Singles
- 2010 : This Little Light
- 2012 : Twenty Seven Million
- 2013 : Aftershow Festival Edition
- 2013 : #Aftershow
- 2013 : Give Out the Love
- 2015 : So Good
- 2015 : Home